# مارتن ستيوبل
مارتن ستيوبل (9 يونيو 1988 بشليغن في سويسرا - ) هو لاعب كرة قدم سويسري في مركز الهجوم. شارك مع منتخب الفلبين لكرة القدم. أما مع النوادي، فقد لعب مع سبورتينغ كانساس سيتي ونادي سيريس–نيغروس ونادي غراسهوبر زيوريخ ونادي فولن ونادي لوزان ونادي نوشاتل زاماكس ونادي ويل.

## وصلات خارجية
- مارتن ستيوبل على موقع الدوري الأمريكي (الإنجليزية)
- مارتن ستيوبل على موقع قاعدة بيانات كرة القدم.إي يو (الإنجليزية)
- مارتن ستيوبل على موقع ناشيونال فوتبول تيمز (الإنجليزية)
- مارتن ستيوبل على موقع Soccerway.com (الإنجليزية)